# جاليانوالا باغ
جاليانوالا باغ  (بالهندية: जलियांवाला बाग़) هي حديقة عامة في أمريتسار، وتحتوي على نصب تذكاري ذي أهمية وطنية، أُنشئت في عام 1951 من قبل حكومة الهند، لإحياء ذكرى مذبحة المحتجين المسالمين بما في ذلك النساء والأطفال غير المسلحين من قبل قوات الاحتلال البريطانية، بمناسبة السنة الجديدة البنجابية (بايساخي) في 13 أبريل 1919 في مذبحة جاليانوالا باغ. حددت المصادر الاستعمارية البريطانية راج 379 حالة وفاة وتقدر بحوالي 1100 مصاب. وأشار الجراح المدني الدكتور سميث إلى أن هناك 1526 ضحية. الأرقام الحقيقية للوفيات غير معروفة، ولكن من المرجح أن تكون أعلى بكثير من الرقم الرسمي 379.
يقع موقع الحديقة على مساحة 6,5 فدان (26,000 متر مربع) من المذبحة في محيط مجمع المعبد الذهبي ، أقدس ضريح سيخي.
تتم إدارة النصب التذكاري من قِبل المستأمن الوطني للنصب التذكاري جاليانوالا باغ، الذي تم إنشاؤه وفقًا لقانون «النشاط الوطني التذكاري لجاليانوالا باغ». القانون رقم 25 المؤرخ 1 مايو 1951. تم استرجاعه في 10 أغسطس 2016.

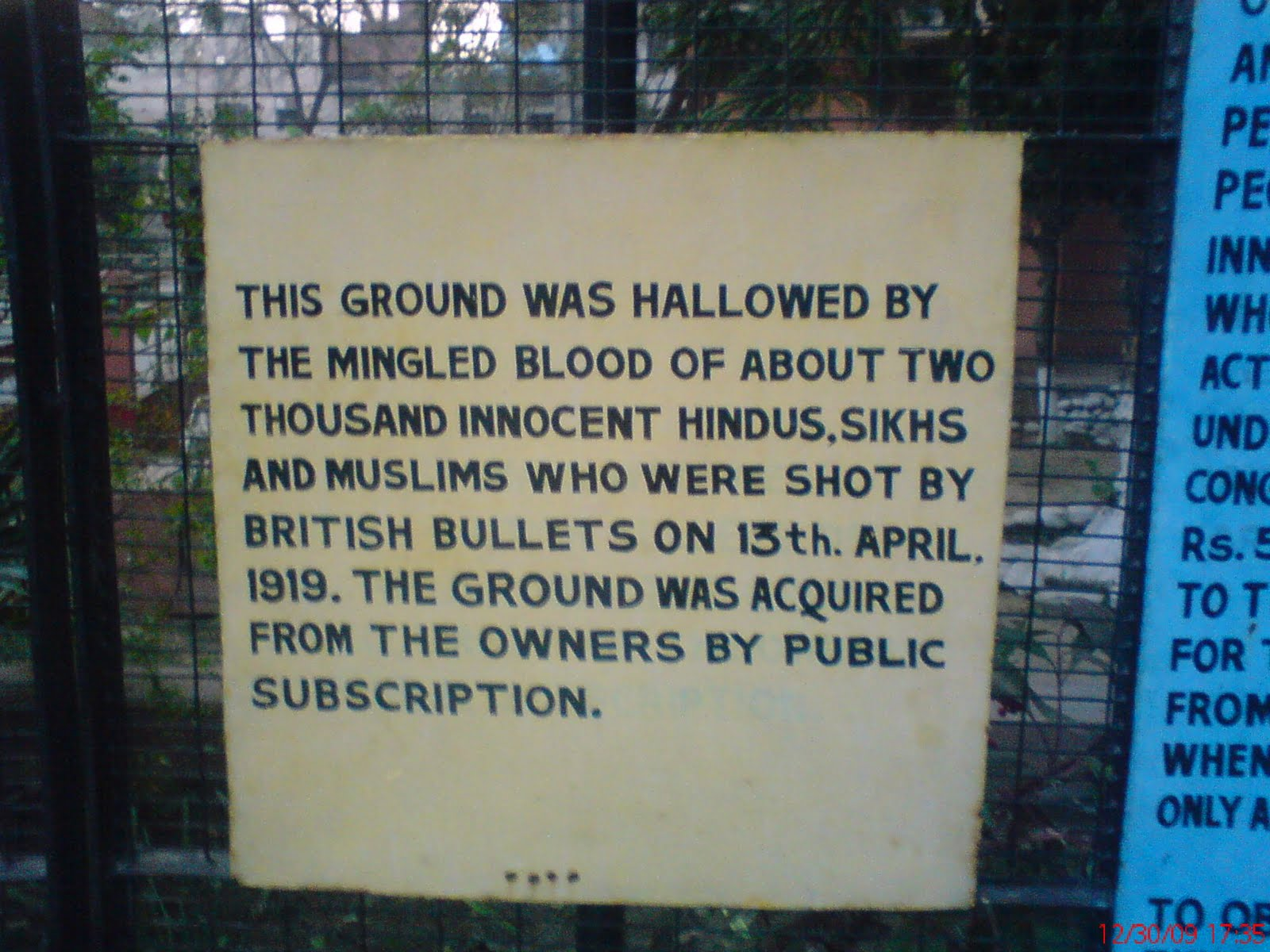
التسجيل في جليانوالا باغ
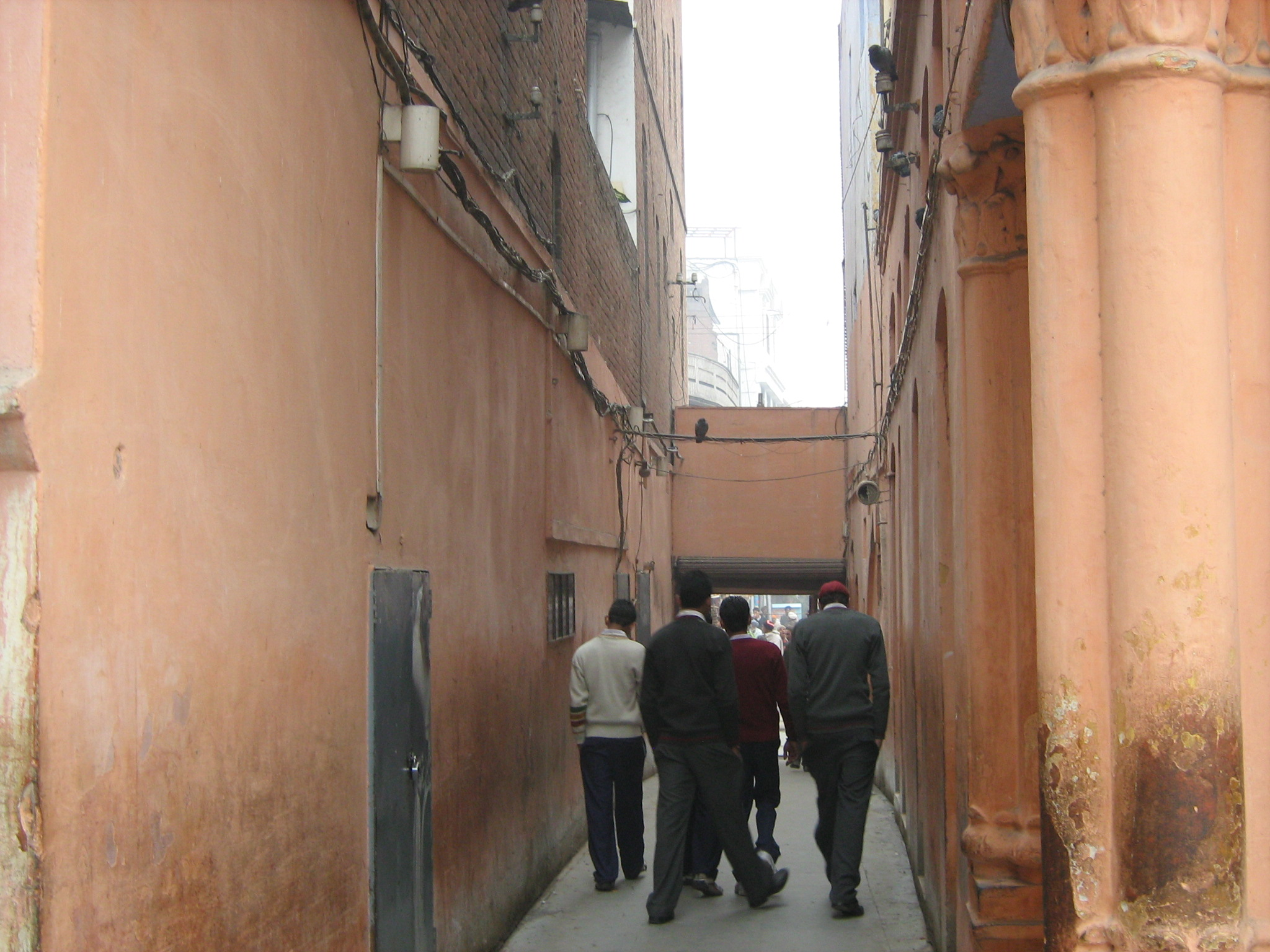
الممر الضيق المستخدم لدخول مقر المتنزه.
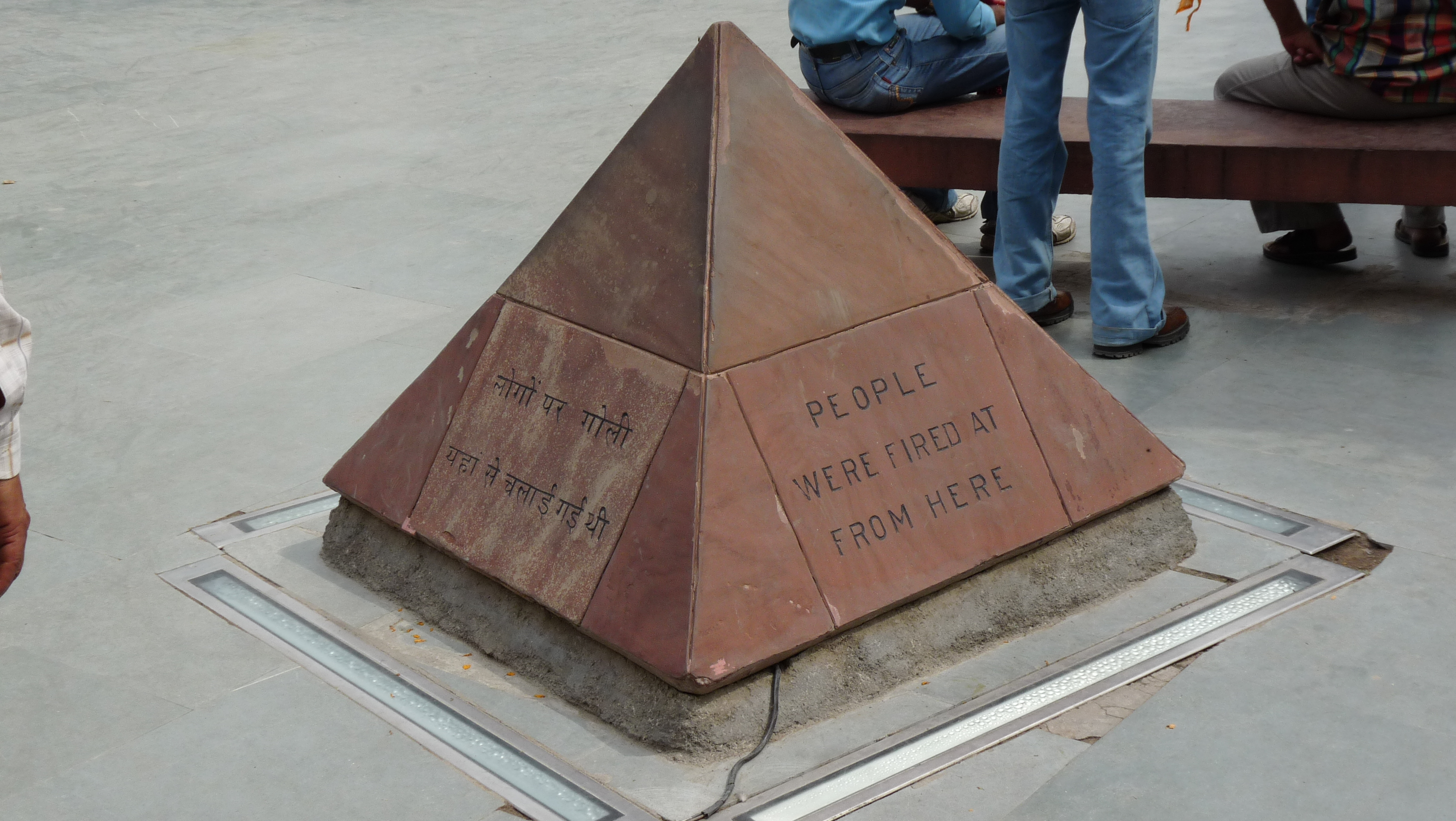
من هنا ، أطلقت القوات 1650 رصاصة على 20.000 من الأبرياء.

## مذبحة جاليانوالا باغ
(Taken from main article)

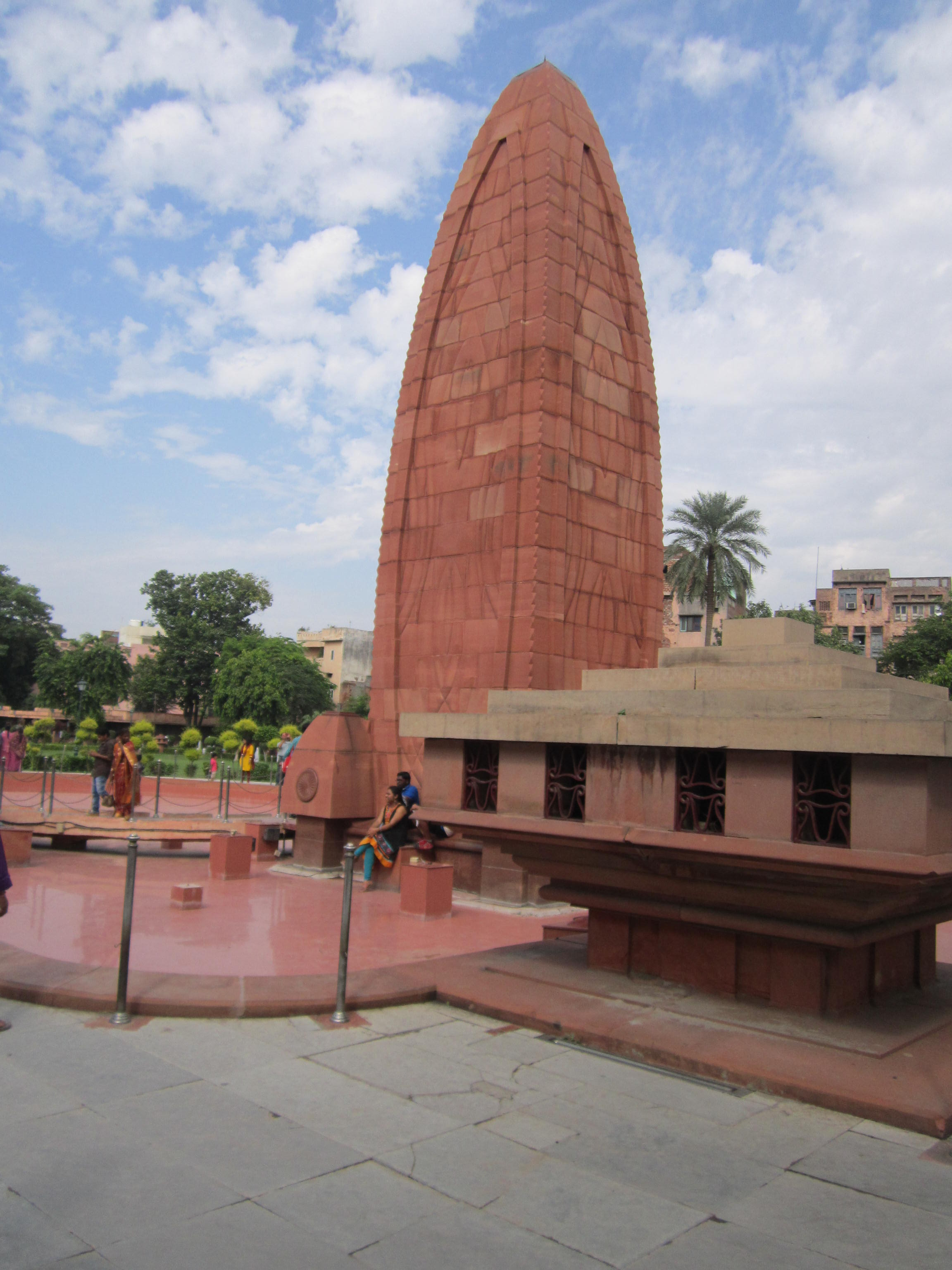
جاليانوالا باغ في ضوء النهار

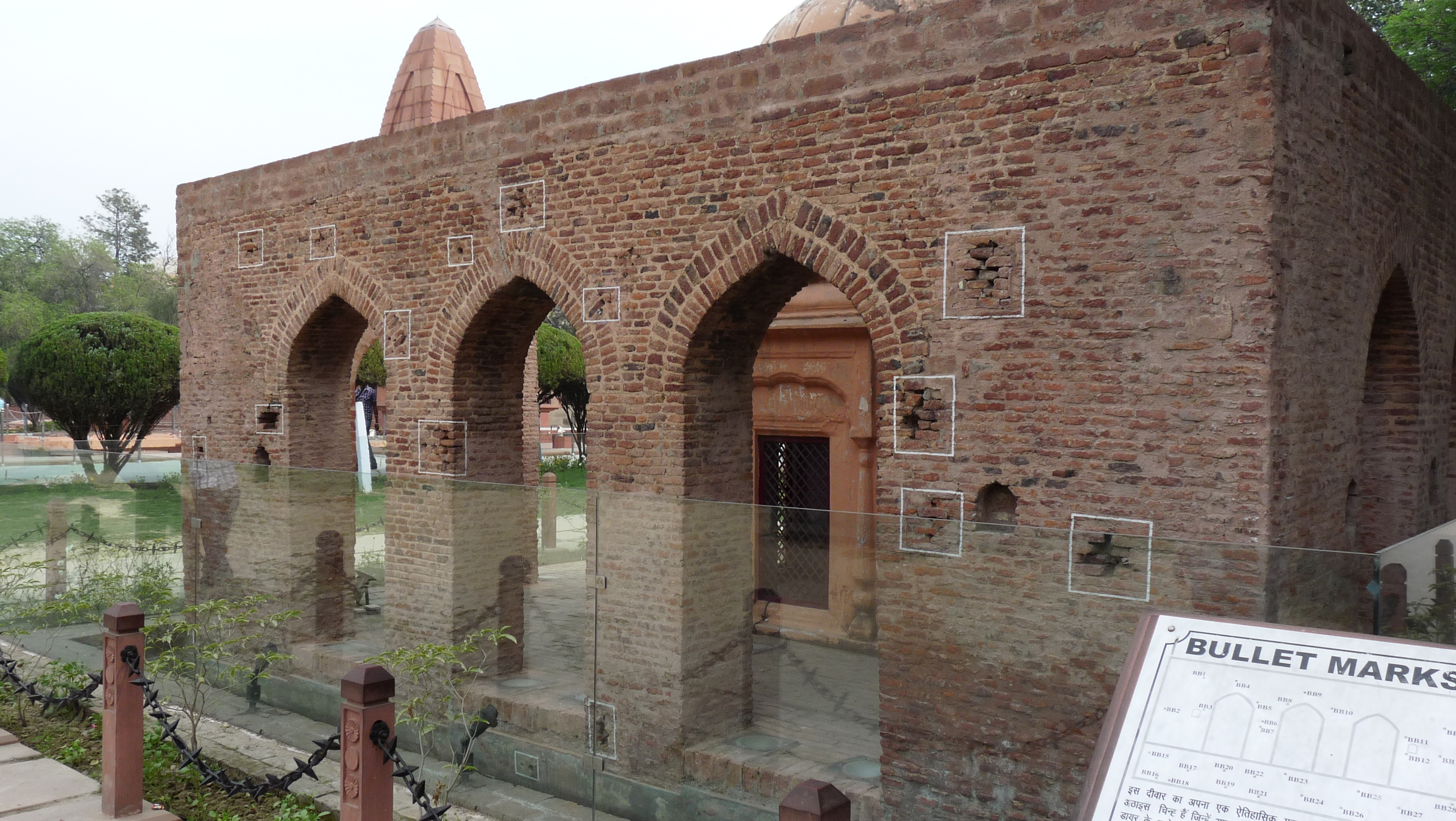
علامات رصاصة على جدران مقر الحديقة

في 13 أبريل، وصل عميد الجنرال R.E.H. Dyer من جالاندهار كانتونمنت، واحتلت المدينة فعليًا بينما كانت الإدارة المدنية تحت قيادة مايلز إرفنج، نائب المفوض، قد توقفت. يوم الأحد 13 أبريل 1919 ، كان داير مقتنعاً بانتفاضة كبيرة وحظر جميع الاجتماعات. ومع ذلك، لم يتم نشر هذا الإشعار على نطاق واسع.كان ذلك يوم بايساخي، المهرجان الرئيسي للسيخ، وقد تجمع العديد من القرويين في باغ. عند سماعهم أن اجتماعًا قد عقد في جاليانوالا باغ، ذهب داير مع تسعة وتسعين من أفراد طائفة السيخ، وجورخا، والبلوتش، وراجبوت من 2-9 جورخاس، والسيخ الرابع والخمسون من بنادق السند الـ59  إلى بنك مرتفع وأمرهم بإطلاق النار على الحشد. واصل داير إطلاق النار لمدة عشر دقائق تقريباً، إلى أن تم استنفاد إمدادات الذخيرة تقريباً ؛ وذكر داير أنه تم إطلاق 1650 طلقة، وهو رقم يبدو أنه تم استخلاصه من خلال عد حالات الخرطوشة الفارغة التي التقطتها القوات. وقدمت مصادر هندية بريطانية رسمية رقم 379 قتيل تم تحديدهم، مع ما يقرب من 1200 جريح. كان عدد الضحايا الذي قدر به المؤتمر الوطني الهندي أكثر من 1500 ، مع ما يقرب من 1000 قتيل.

## علم الأزمنة
يستمد المكان اسمه من اسم أصحاب هذه القطعة من الأرض في أوقات السيخ. ثم كان ملكا لعائلة ساردار همت سينج (السيخية) (1829) ، وهو نبل في بلاط مهراجا رانجيت سينغ (1780-1839) ، الذي جاء أصلا من قرية جالا، الآن في منطقة فاتحجاره صاحب. من البنجاب. كانت الأسرة تعرف مجتمعة باسم جالهيفال أو ببساطة جالهي أو جالي، على الرغم من أن مقعدهم الرئيسي أصبح فيما بعد الباربر في منطقة جالاندهار. كان الموقع، الذي كان في يوم من الأيام حديقة أو منزل حديقة، في عام 1919 مكانًا غير مستوٍ وغير مأهول، وهو عبارة عن ساحة رباعية غير منتظمة، محاطة بسور غير مكتمل، تبلغ مساحتها تقريبًا 225 × 180 مترًا، وتم استخدامها كمساحة إغراق أكثر من أي شيء آخر.

## معرض صور

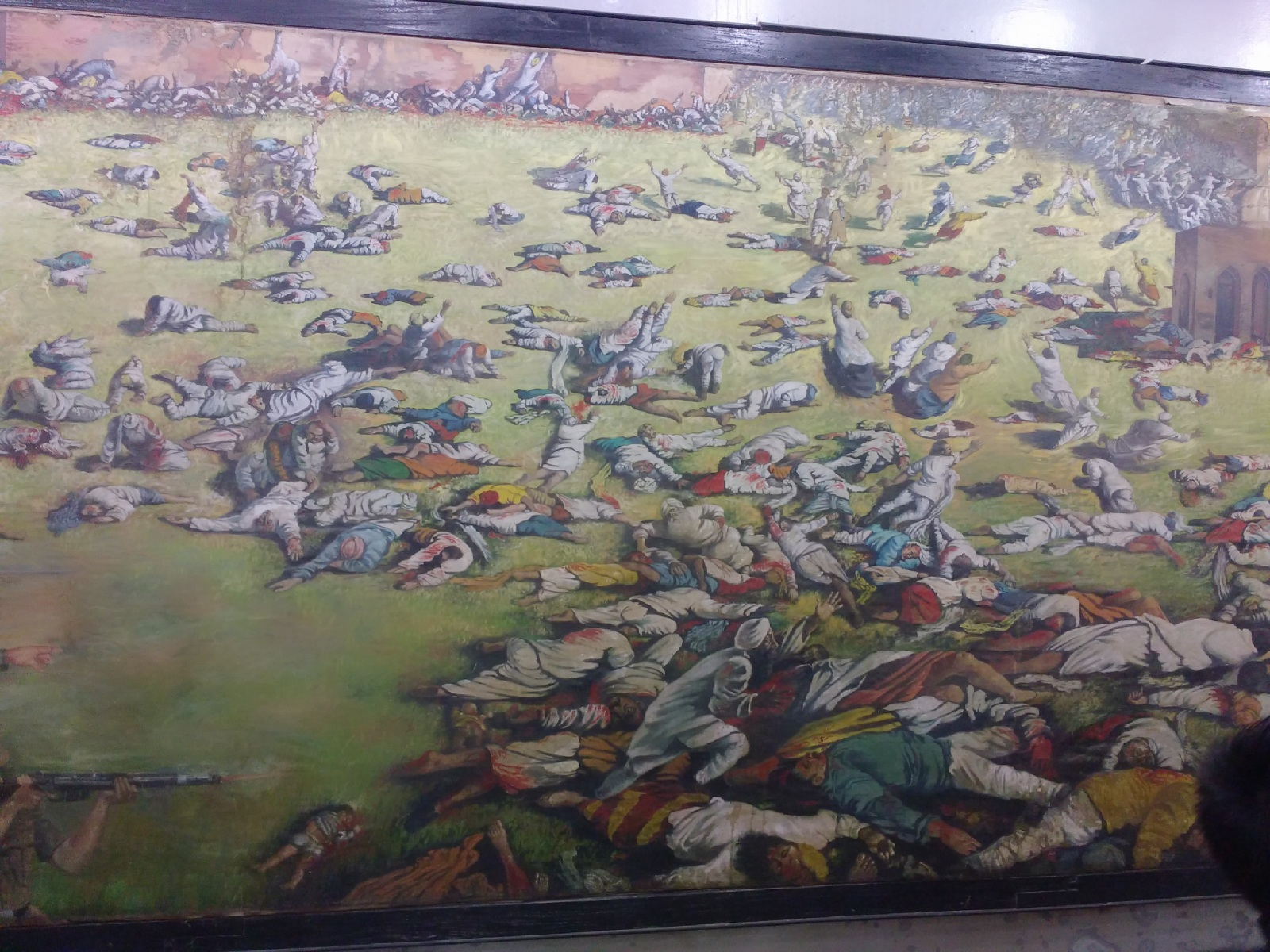
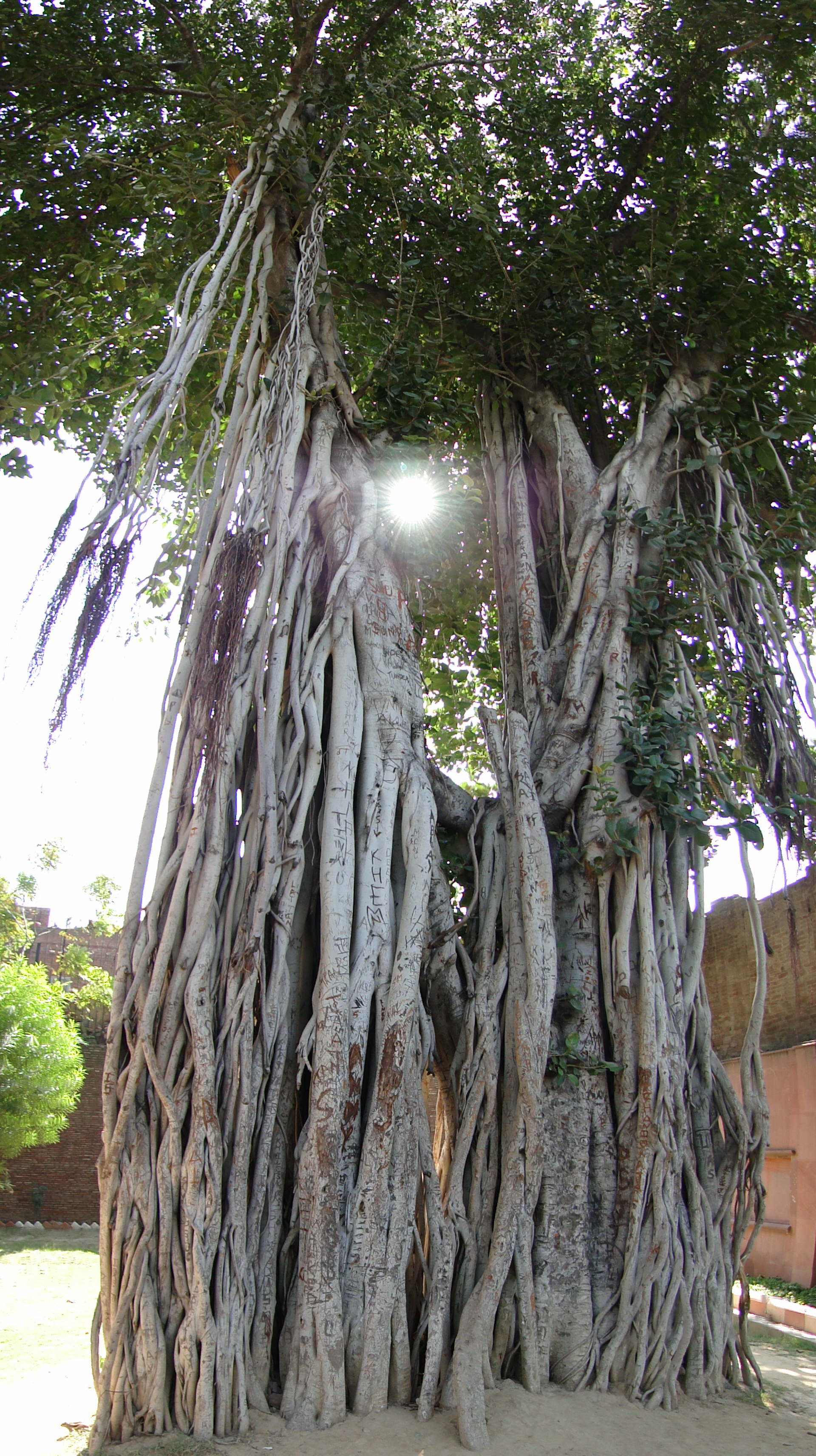
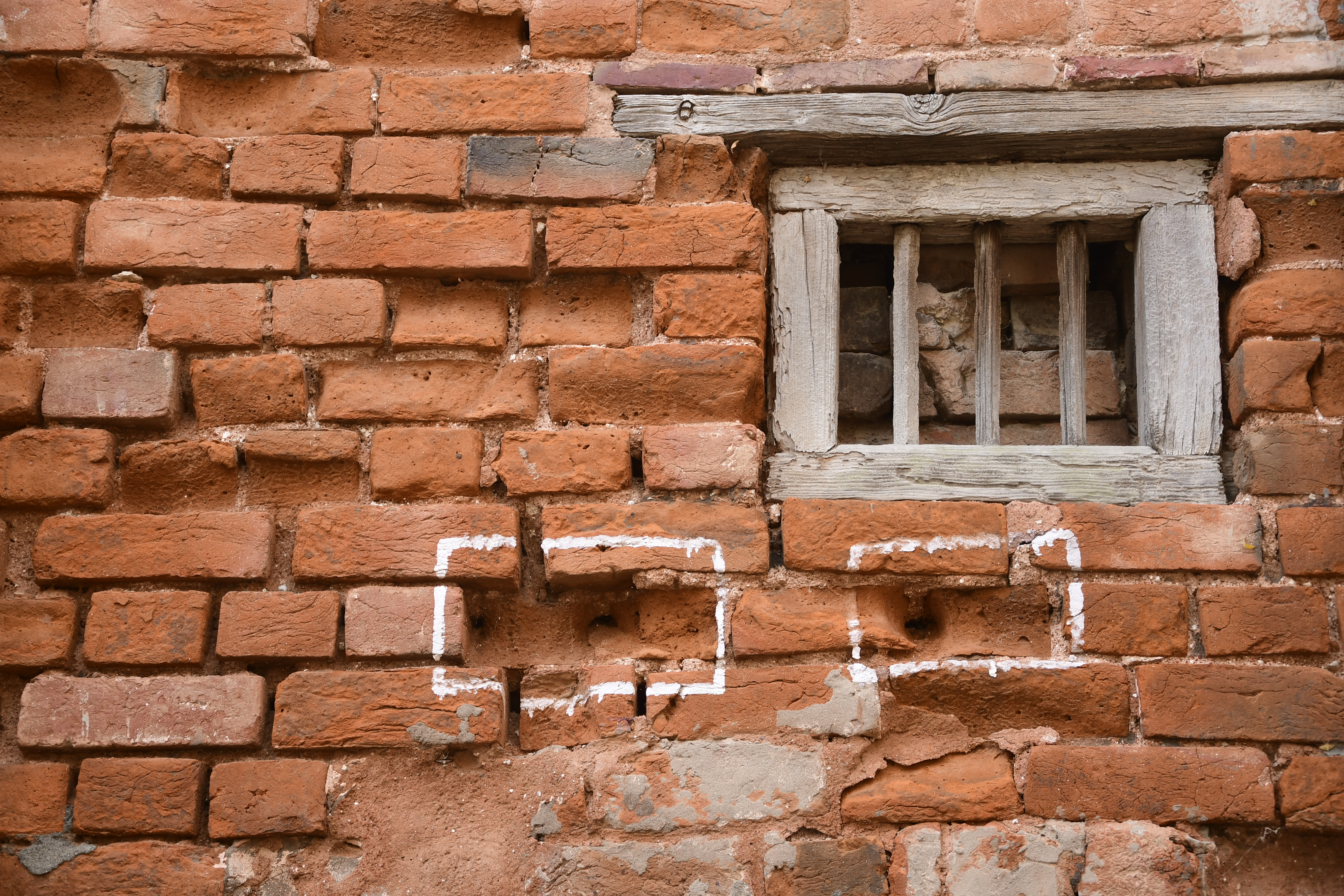
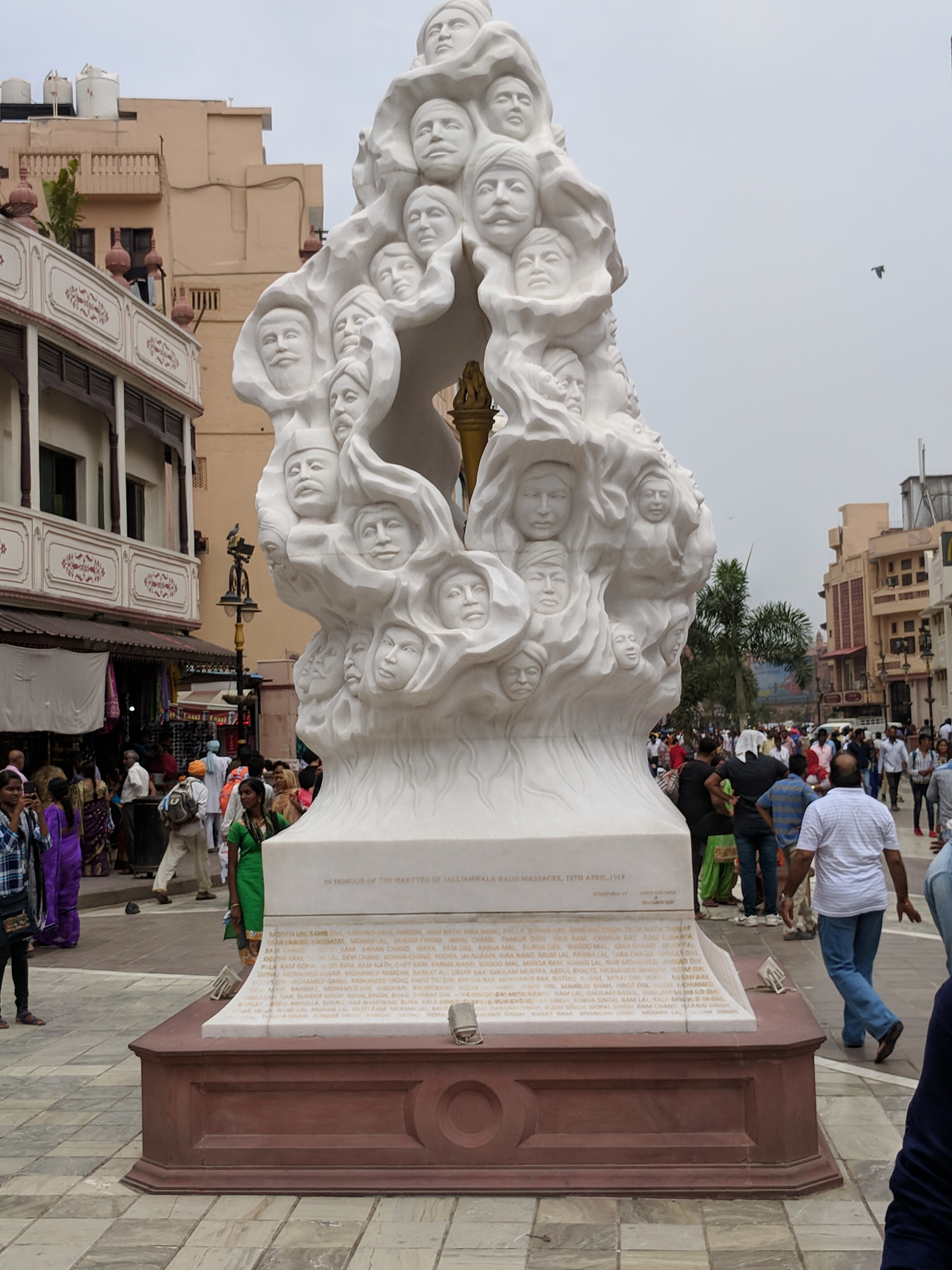
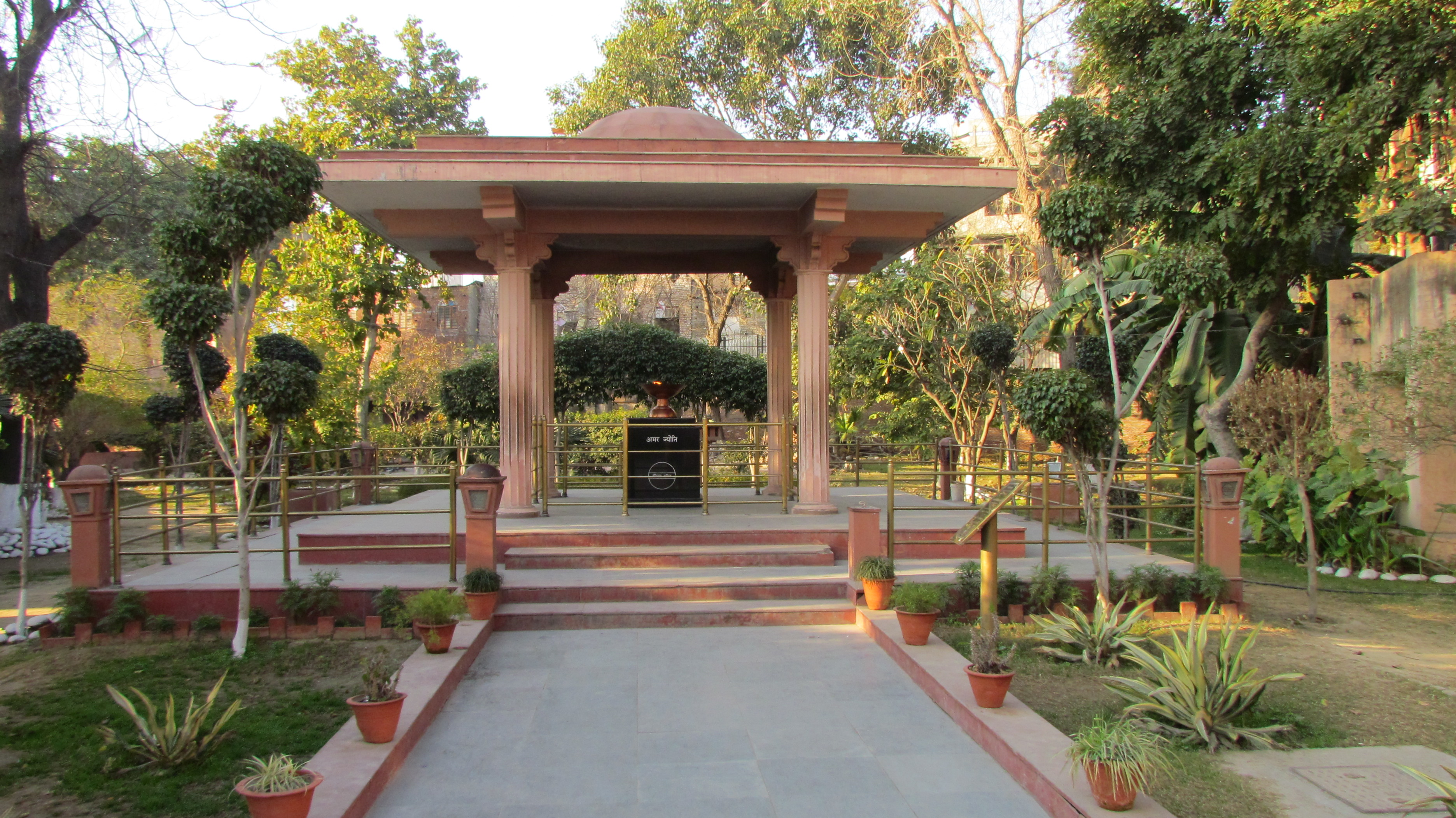

## روابط خارجية
- Text of Jalliamwala Bagh National Memorial Act, 1951
- Jallianwalabagh.ca